# Eino Grön

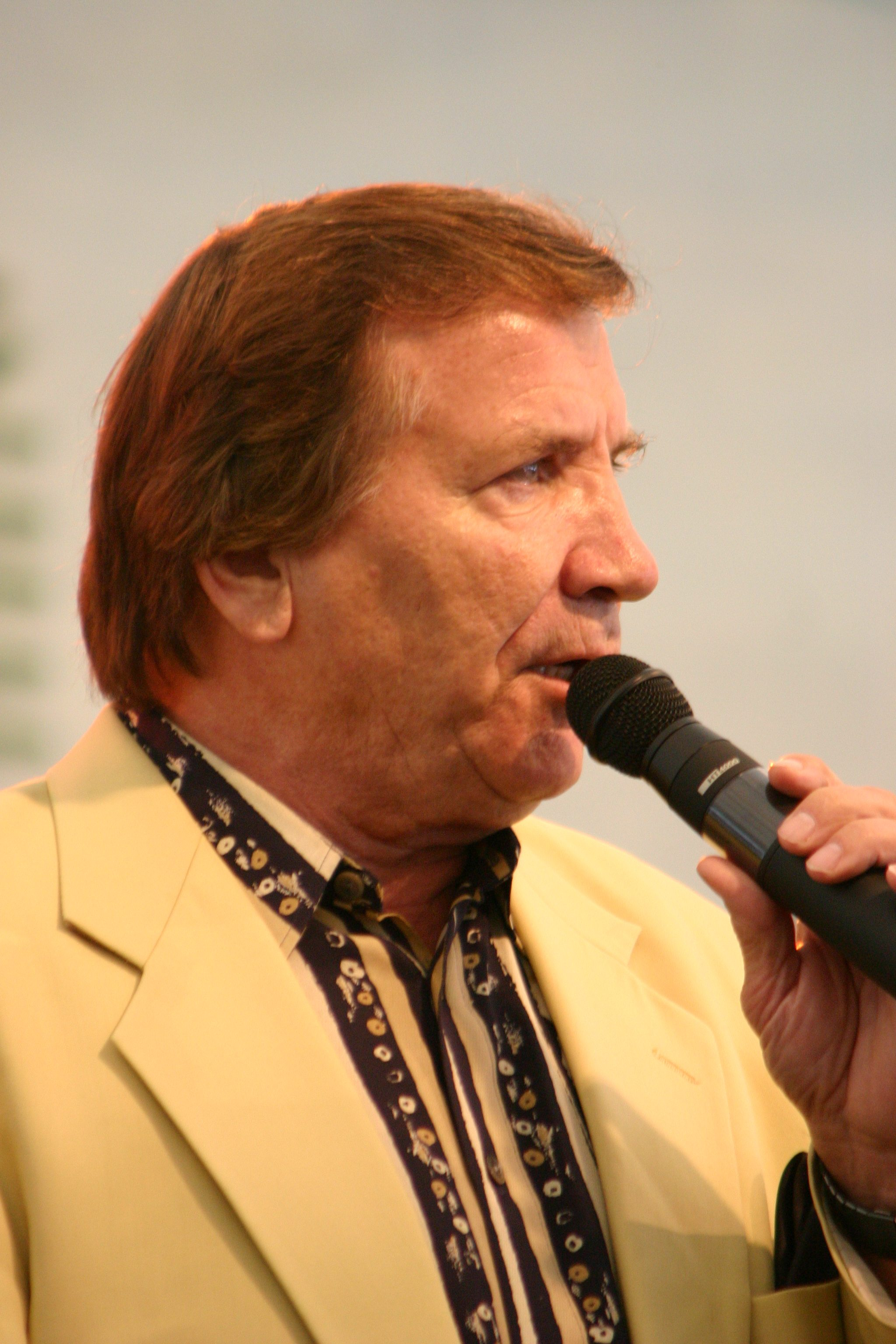
Eino Grön

Eino "Eikka" Grön, född 31 januari 1939 i Räfsö, Björneborgs stad, är en finsk sångare med en omfattande populär repertoar, mest känd som tangosångare.

## Biografi
Grön föddes på ön Räfsö utanför Björneborg, men flyttade tidigt till Palm Beach i Florida.
Han spelade in sin första skiva 1958 och är en av Finlands mest kända populärmusiker. Han sjunger förutom tango även finsk schlager, jazz och andliga sånger. Han har spelat in musik med argentinska tangomusiker och den finske jazzklarinettisten Antti Sarpila. Diskografin omfattar 28 studioalbum och flera samlingsskivor.
År 2001 fick Grön ta emot Finlands Lejons orden.

## Diskografi

### Studioalbum
- - 1969: Tangoserenadi - Eino Grön laulaa
- 1971: Rakkaustarinoita
- 1971: Ikivihreä Eino Grön
- 1973: Eino Grön laulaa suomalaisia tangoja
- 1973: Eino Grön
- 1974: Hetki muistoille
- 1975: Meidän laulumme
- 1977: Hartaita lauluja
- 1977: Eino Grön mestareiden seurassa
- 1983: Merellä ja kotisatamassa
- 1984: Tangon kotimaa
- 1987: Bandoneon
- 1987: Eino Grön
- 1989: Mustarastas: Suomalaisia laulelmia
- 1990: Sininen ja valkoinen
- 1992: Sulle lauluni laadin
- 1992: Kotikirkkoni: Eino Grön laulaa Tuomaslauluja
- 1995: Kuinka kaunista on
- 1997: Vähemmän kiirettä, enemmän aikaa
- 1997: Unelmatangoja
- 1999: Sinut löysin uudestaan
- 2000: Romanttinen Eino Grön
- 2000: Lapsuusajan joulu
- 2002: Kotikirkkoni
- 2003: Yötuuli
- 2003: Antti Sarpila featuring Eino Grön: Swinging Christmas (vol. 3)
- 2004: Antti Sarpila meets Eino Grön: Swingin' n' Singin'
- 2007: Minun jouluni

### Samproduktioner medReijo Taipale
- 1970: 16 tangoa
- 1973: 16 tangoa 2
- 1978: 16 tangoa (1978)
- 1978: Toiset 16 tangoa

## Utmärkelser
- Förtjänsttecknet av Finlands Lejons orden,  6 december 1993[3]
- Pro Finlandia-medaljen av Finlands Lejons orden,  6 december 2001[3]
- Finlands idrottskulturs förtjänstmedalj med förgyllt kors,  2002[4]
- Riddartecknet av I klass av Finlands Vita Ros’ orden,  2009[5]
- Riddartecknet av Finlands Vita Ros’ orden,  2010[6]
- Krigsinvalidernas förtjänstkors[7]

[Redigera Wikidata]